# Herrarnas +109 kg i tyngdlyftning vid olympiska sommarspelen 2020
Herrarnas tyngdlyftning i +109-kilosklassen vid olympiska sommarspelen 2020 hölls den 4 augusti 2021 i Tokyo International Forum i Tokyo.
Lasha Talakhadze från Georgien tog guld, iranska Ali Davoudi tog silver och Man Asaad från Syrien tog brons.

## Tävlingsformat
Varje tyngdlyftare får tre försök i ryck och stöt. Deras bästa resultat i de båda lyften kombineras till ett totalt resultat. Om någon tävlande misslyckas att få ett godkänt lyft, så blir de utslagna. Ifall två tyngdlyftare hamnar på samma resultat, är idrottaren med lägre kroppsvikt vinnare.

## Rekord
Innan tävlingens start gällde följande rekord.
| Världsrekord | Ryck   | Lasha Talakhadze (GEO) | 222 kg | Moskva, Ryssland  | 11 april 2021     |
| Världsrekord | Stöt   | Lasha Talakhadze (GEO) | 264 kg | Pattaya, Thailand | 27 september 2019 |
| Världsrekord | Totalt | Lasha Talakhadze (GEO) | 486 kg | Moskva, Ryssland  | 11 april 2021     |

## Resultat
| Placering | Idrottare             | Nation           | Grupp | Kroppsvikt    | Ryck (kg)     | Ryck (kg)     | Ryck (kg)     | Ryck (kg)     | Stöt (kg)     | Stöt (kg)     | Stöt (kg)     | Stöt (kg)     | Totalt        |
| Placering | Idrottare             | Nation           | Grupp | Kroppsvikt    | 1             | 2             | 3             | Resultat      | 1             | 2             | 3             | Resultat      | Totalt        |
| --------- | --------------------- | ---------------- | ----- | ------------- | ------------- | ------------- | ------------- | ------------- | ------------- | ------------- | ------------- | ------------- | ------------- |
| 1         | Lasha Talakhadze      | Georgien         | A     | 177,00        | 208           | 215           | 223           | 223 0VR0      | 245           | 255           | 265           | 265 0VR0      | 488 0VR0      |
| 2         | Ali Davoudi           | Iran             | A     | 168,25        | 191           | 196           | 200           | 200           | 234           | 240           | 241           | 241           | 441           |
| 3         | Man Asaad             | Syrien           | A     | 147,55        | 185           | 190           | 197           | 190           | 228           | 234           | 242           | 234           | 424           |
| 4         | Hojamuhammet Toýçyýew | Turkmenistan     | A     | 141,85        | 184           | 188           | 190           | 184           | 230           | 235           | 241           | 230           | 414           |
| 5         | David Liti            | Nya Zeeland      | A     | 176,55        | 173           | 178           | 183           | 178           | 229           | 236           | 241           | 236           | 414           |
| 6         | Enzo Kuworge          | Nederländerna    | A     | 161,10        | 175           | 180           | 180           | 175           | 225           | 233           | 234           | 234           | 409           |
| 7         | Péter Nagy            | Ungern           | B     | 160,30        | 165           | 173           | 178           | 178           | 206           | 214           | 218           | 218           | 396           |
| 8         | Marcos Ruiz           | Spanien          | B     | 109,90        | 175           | 180           | 185           | 180           | 210           | 215           | 215           | 215           | 395           |
| 9         | Caine Wilkes          | USA              | B     | 151,15        | 173           | 178           | 180           | 173           | 212           | 217           | 224           | 217           | 390           |
| 10        | Sargis Martirosjan    | Österrike        | B     | 114,35        | 175           | 180           | 180           | 180           | 190           | 201           | 205           | 201           | 381           |
| 11        | David Litvinov        | Israel           | B     | 128,30        | 176           | 181           | 181           | 176           | 205           | 210           | 210           | 205           | 381           |
| 12        | Hsieh Yun-ting        | Kinesiska Taipei | B     | 126,05        | 165           | 172           | 179           | 172           | 206           | 206           | 214           | 206           | 378           |
| —         | Jiří Orság            | Tjeckien         | A     | 140,90        | 175           | 180           | 184           | 180           | 232           | 235           | 235           | —             | —             |
| —         | Walid Bidani          | Algeriet         | A     | Startade inte | Startade inte | Startade inte | Startade inte | Startade inte | Startade inte | Startade inte | Startade inte | Startade inte | Startade inte |